# Орлов, Виталий Петрович
Виталий Петрович Орлов (род. 5 октября 1987 года в Киеве) — украинский регбист, игрок клуба «Лехия» и сборной Украины.

## Биография
В 13 лет стал заниматься регби. В 16 уже дебютировал за взрослую команду «Авиатор» (Киев). По совету своего одноклубника, ранее выступавшего за «Новокузнецк», решил попробовать свои силы в России. Писал на электронную почту в «ВВА-Подмосковье», «Славу-ЦСП», «Енисей-СТМ», но ответа ни от кого не получил. Будучи со сборной по регби-7 на сборе в Турции, подошел к Первухину и прямо спросил о возможности играть в Красноярске. После спарринга (где положил попытку) был приглашен в «Енисей-СТМ», где выступает и по сей день. Чемпион России 2011, 2012, 2014 и 2016 годов. Обладатель Кубка России 2014 и 2016 годов, обладатель Суперкубка России 2014 и 2015 годов. В 2019 году перебрался в Монино, а год спустя Виталий отправился в польскую «Лехию».

## Карьера в сборной
В 16 лет стал играть за юниорскую сборную Украины, а далее стал выступать за главную сборную.

## Интересные факты
Называет любимым своим игроком Себастьена Шабаля.

## Достижения
- Чемпион России — 2011, 2012, 2014, 2016
- Обладатель Кубка России — 2014, 2016